# Neoliberalismo (relações internacionais)
No estudo da teoria das Relações Internacionais, o neoliberalismo diz respeito à escola de pensamento que defende a ideia de interdependência complexa, relações de causa e consequência de interdependência entre os governos e as ONGs e demais atores influentes. Assim, quando os atores dependem uns dos outros, o uso da coerção se torna mais custoso. Essa corrente de pensamento trabalha também com o conceito de ganhos absolutos, em contraposição a ideia de ganhos relativos, que advém da ideia vulgarmente denominada de jogo de soma-zero.
Além disso discute-se também a Teoria da Paz Democrática, que pressupõe que duas democracias nunca entram em guerra.
Essa teoria é comumente confundida com o neoliberalismo econômico, uma ideologia que apesar de usar instrumentais parecidos, como por exemplo a teoria dos jogos, não podem ser confundidas.

## Influência
No pós-guerra fria, essa teoria teve muita influência. Uma corrente que tem suas origens no idealismo kantiano e mantém a premissa de que os Estados devem cooperar e que esses não são os únicos atores das relações internacionais. No entanto, o neoliberalismo é menos utópico que o idealismo. Alguns autores o chamam de neoidealismo. Os pensadores do neoliberalismo nas relações internacionais frequentemente empregam a teoria dos jogos para explicar a cooperação ou não dos Estados. Em resposta ao neorrealismo, o neoliberalismo nega a anarquia natural do sistema internacional na maneira que os neorrealistas a colocam, subjugando os esforços de cooperação.

## Principais autores
Robert Keohane, Robert Kagan e Joseph Nye são considerados fundadores dessa escola de pensamento. Outros autores importantes são Stephen Krasner, e Charles P. Kindleberger.